# New York University Abu Dhabi
New York University Abu Dhabi (NYUAD) er et universitet beliggende i Abu Dhabi, i De Forenede Arabiske Emirater. Sammen med New York University i New York har det status af Portal Campus i New York University's Global Network University. Det åbnede i 2010 og er beliggende i centrum af Abu Dhabi.

## Baggrund og Historie
New York University meddelte i oktober, 2007, at de havde planer om at åbne en afdeling af universitetet i Abu Dhabi, finansieret af de lokale myndigheder. Abu Dhabi-afdelingen er planlagt af New York University, mens midlerne til at udføre planlægningen kommer fra regeringen i Abu Dhabi. Det åbnede første gang i 2008 i en midlertidig bygning i centrum af Abu Dhabi og afholdte konferencer, forestillinger og forelæsninger for offentligheden. Den første årgang på 150 elever startede i september 2010. Fra 2010 var det muligt at tage en bachelorgrad i humanistiske, samfundsvidenskabelige og naturvidenkskabelige fag. New York University planlægger at flytte afdelingen til nye bygninger i 2014 og håber at ende op med 2000 studerende. Universitetet planlægger også at udbyde kandidatgrader i fremtiden og at gøre institutionen til et center for forskning.

## Eksterne kilder
- Officiel hjemmeside

24°31′26″N 54°26′05″Ø / 24.5239°N 54.4346°Ø